# Vit sminkrot
Vit sminkrot (Buglossoides arvensis ssp. arvensis) är en underart i familjen strävbladiga växter. Tillsammans med blå sminkrot (Buglossoides arvensis ssp. coerulescens) utgör den de två underarter av arten sminkrot som återfinns i Sverige. Underarterna är väl åtskilda i morfologi och ekologi.  

## Beskrivning
Vit sminkrot är en ettårig, vitblommig ört som kan bli upp till 75 cm hög även om den sällan når de storlekarna. Den är ofta rikt förgrenad med små, vita (ibland ljusblåa), trattformade blommor, som utvecklas allt eftersom med start i juni. Även om de besöks av ett fåtal insekter, t ex humlor, är den i allmänhet självbefruktande. Frukten består av fyra delfrukter som övervintrar och gror efterföljande vår. Vit sminkrot är rödlistad i Sverige (NT - Nära hotad).
Vit sminkrot skiljs från blå sminkrot genom sina vita blommor och kraftigare växtsätt. En nära släkting, stenfrö (Lithospermum officinale), särskiljs enklast genom stenfröets vita och blanka frukter till skillnad från sminkrotens gråbruna och skrynkliga frukter. Se jämförelse 4. och 5. på bilden under "Synonymer",
Stenfrö har även tydliga sidonerver på sina blad.

## Ekologi
Vit sminkrot är ett mycket gammalt åkerogräs, som under lång tid har utvecklats att trivas bra som åkerogräs i sädesåkrar, och som antagligen kom till Sverige under järnåldern från Sydeuropa. Även om vit sminkrot har utvecklats mot en nisch som ogräs, så kan den även växa längs vägkanter och liknande störd kulturmark. Den trivs bäst på kalkrika, lätta lerjordar. 

## Utbredning
Vit sminkrot finns spridd i stora delar av världen, och har hittats i Europa, i Väst- och Centralasien, Nordafrika, Nord- och Sydamerika, Australien och Nya Zeeland, men den är under minskning i många delar av världen. I Sverige var den förr ett relativt vanligt åkerogräs, men har idag försvunnit från många områden, enär den är konkurrenskänslig och har svårt att konkurrera mot moderna utsäden. Vidare är den känslig för herbicider, och dess frön sorteras lätt ut med modern tröskning. Idag återfinns den främst i Skåne samt sydöstra delarna av Sydsverige.

### Utbredningskartor
- Norden

Saknas på Island
- Norra halvklotet

I Nordamerika ej ursprunglig.
I Medelhavstrakterna huvudsakligen Lithospermum ssp. gasparinii

## Kulturhistoria
Vit sminkrot har fått sitt namn från dess användning som smink i äldre tider, då en fuktig rot ger en kraftig röd färg, då den strykes mot huden. Ingen åtskillnad verkar härvidlag ha gjorts mellan vit sminkrot och blå sminkrot. Uppgifter finns även om att roten används till färgning.

### Bygdemål
| Namn    | Trakt    | Referens |
| ------- | -------- | -------- |
|         |          |          |
| Horleta | Götaland | [ 3 ]    |

## Etymologi
- Arvensis kommer av latin arvum = åker, och betyder på en åker.

## Bilder

Vänsterklicka på bilden för förstoring. Kan göras upprepade gånger
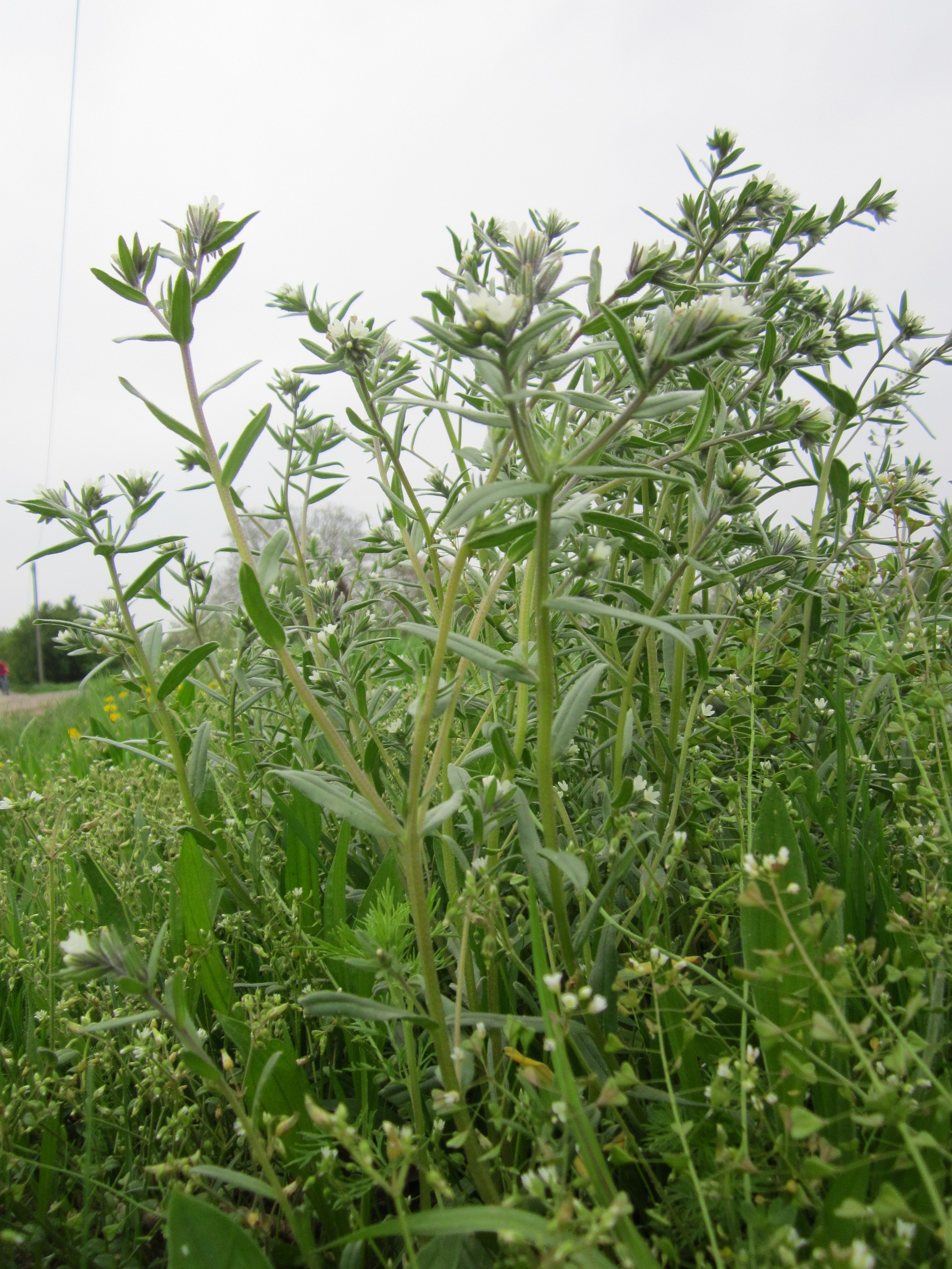
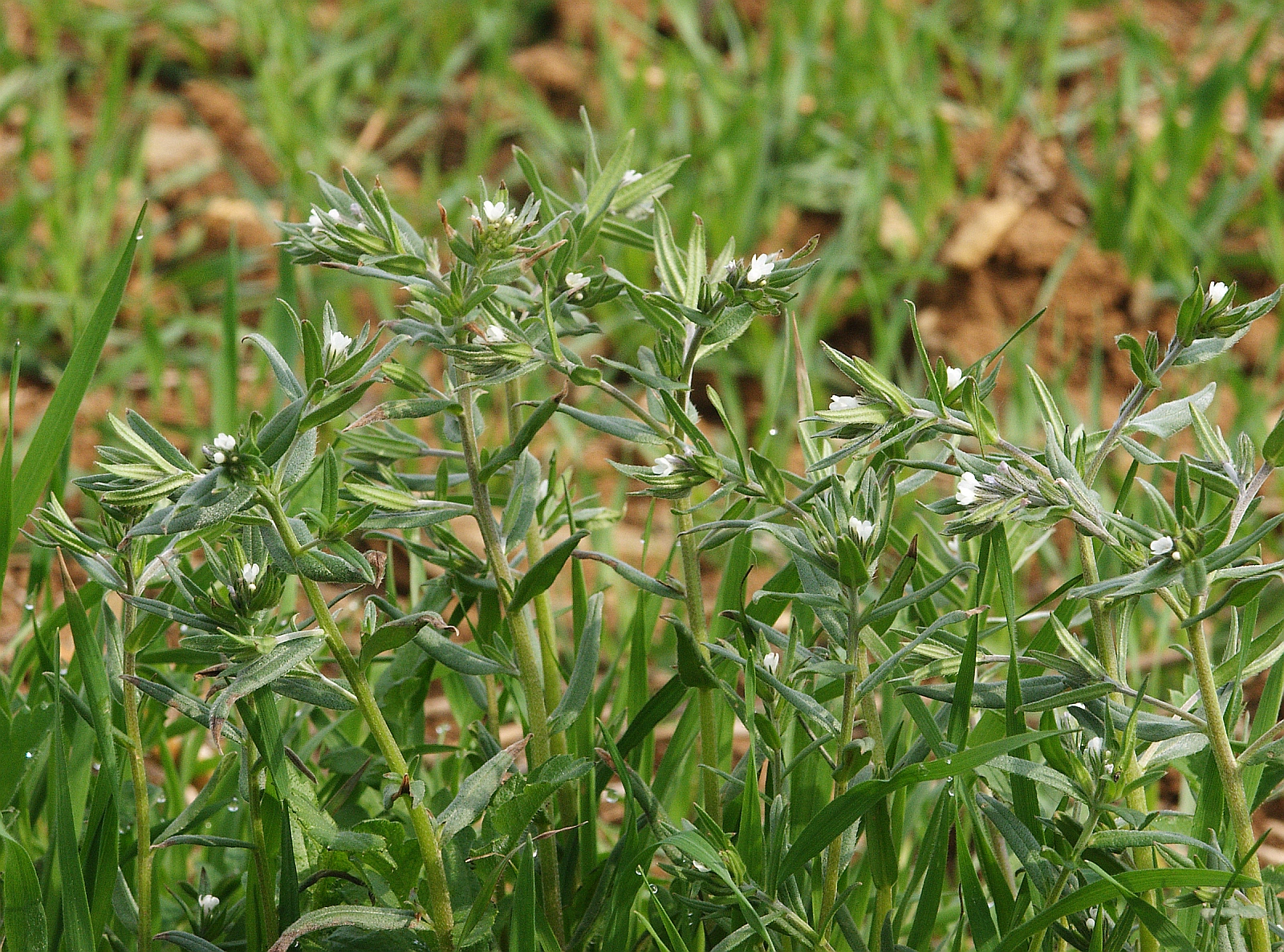
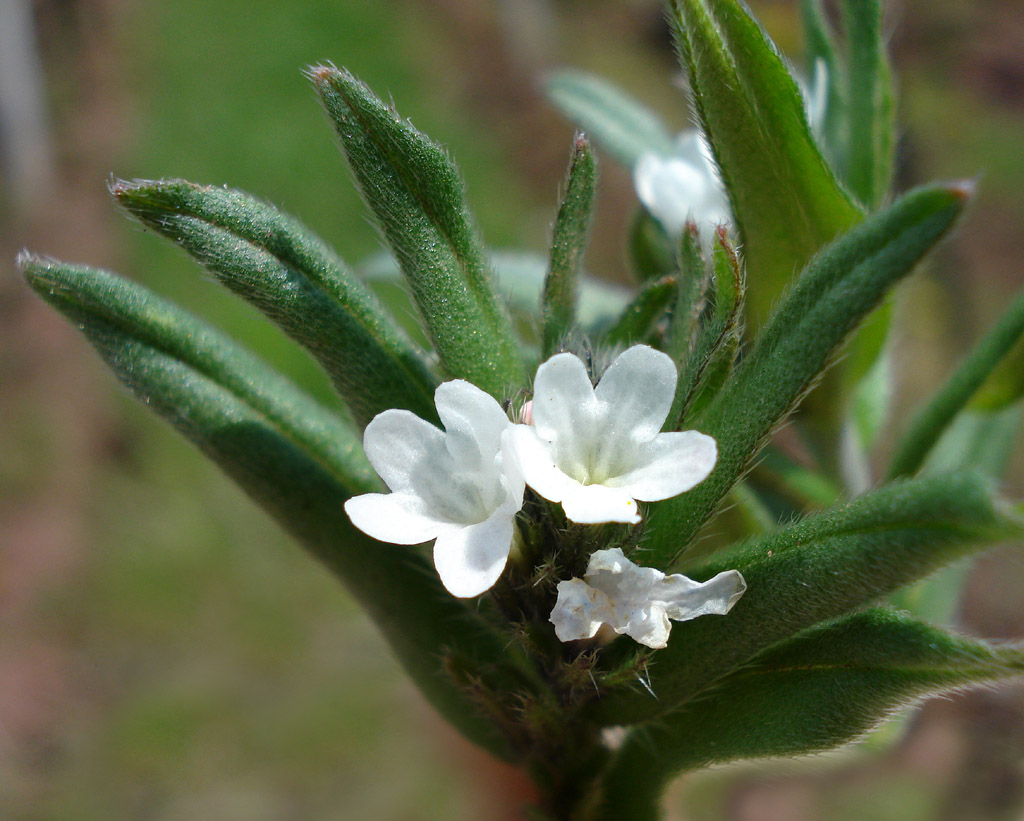
Lägg märke till håren på bladens kanter
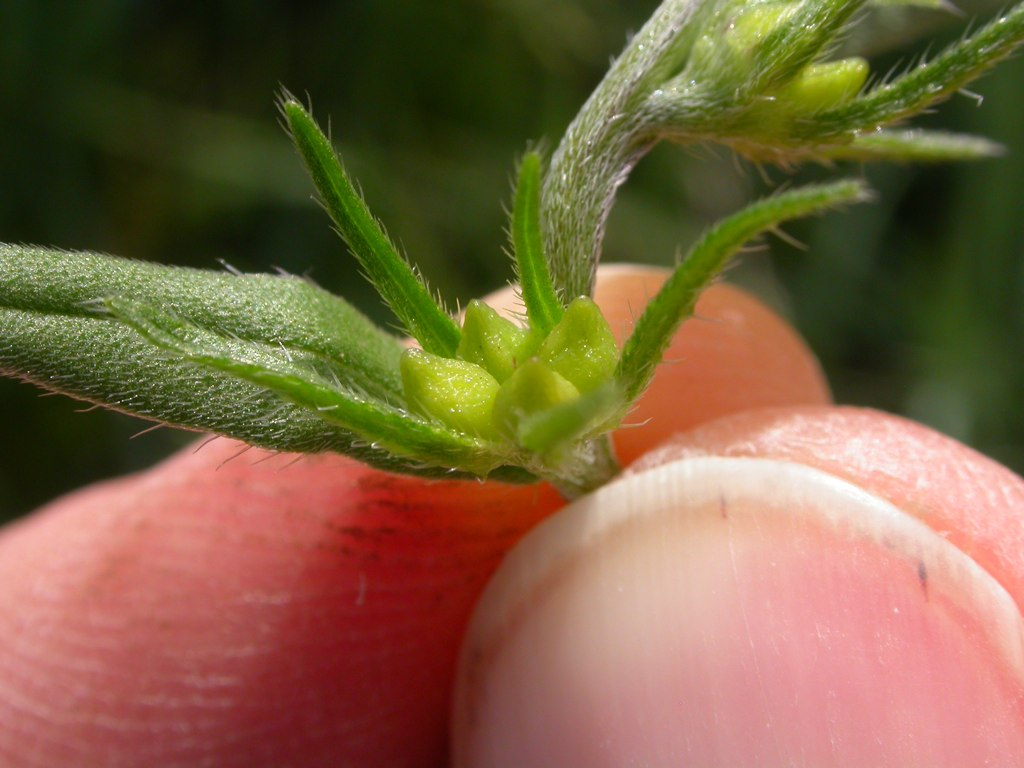
Omogen frukt med de fyra delfrukterna
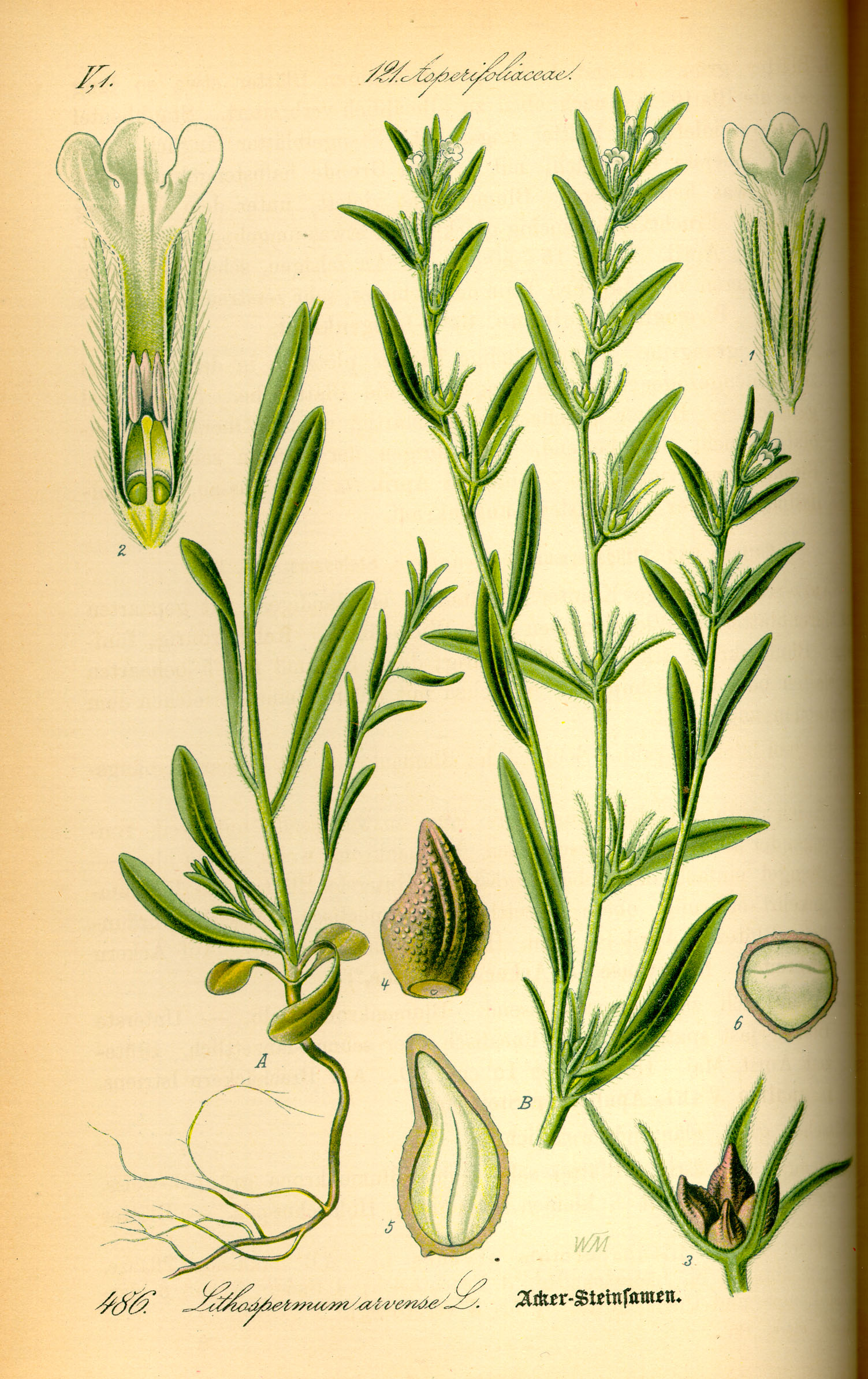
Av delbild "2" framgår det gynnsamma läget för själv-befruktning